# Via Tecta (Porta Capena)
Tecta era uma antiga via romana situada fora da Porta Capena. Provavelmente seria um nome alternativo para o trecho da Via Ápia entre a Porta Capena e o Templo de Marte devido ao fato desse trecho ter sido protegido por algum tipo de colunata durante o período. Fora mencionada apenas uma vez na obra de Ovídio.